# Neumühle (Klein Strehlitz)

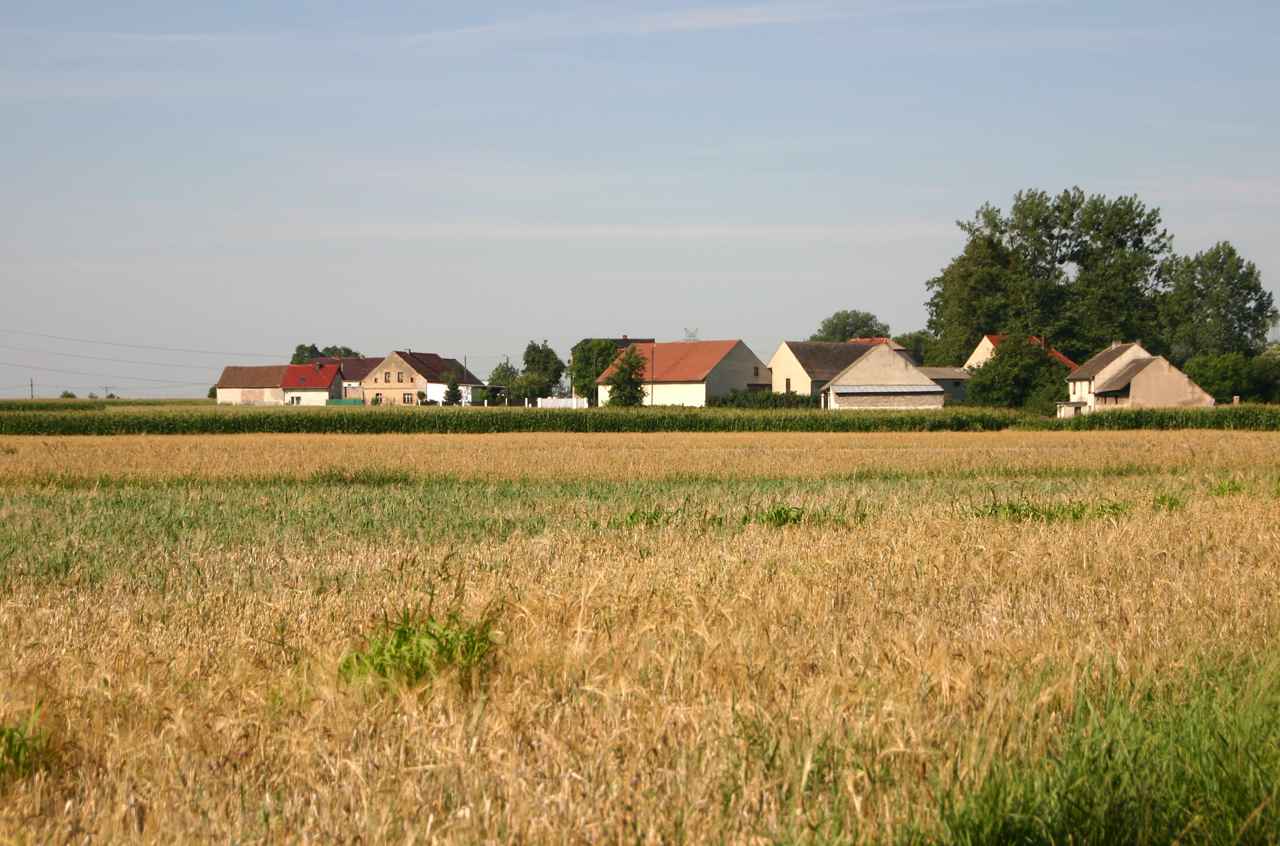
Blick auf Neumühle (2011)

Neumühle, polnisch Nowy Młyn, ist ein Weiler von Komornik in der Stadt- und Landgemeinde Klein Strehlitz (Strzeleczki) im Powiat Krapkowicki der Woiwodschaft Opole in Polen. 